# Línea 12 (TUCARSA)
La línea 12 de la red de autobuses urbanos de Cartagena (TUCARSA), también denominada Bus Playa, une El Portús y Cala Cortina, pasando por Canteras y la ciudad de Cartagena.

## Características
Esta línea solo funciona durante los meses de julio y agosto, con el fin de unir la localidad costera de El Portús y la playa de Cala Cortina con Cartagena.
Desde el verano de 2025, la línea se divide en dos recorridos: en vez de unir entre sí ambas playas, se crea un recorrido directo a El Portús y otro a Cala Cortina.
En caso de alta demanda, es habitual que el servicio se inicie a finales del mes de junio, e incluso se extienda durante el mes de septiembre.
Es operada por ALSA (TUCARSA).

## Horarios
| Todos los días           |                          |                          |                          |                          |                          |                          |                          |                          |                          |                          |                          |                          |                          |                          |                          |                          |                          |                          |                          |                          |                          |                          |                          |                          |                          |
| Cartagena → El Portús    | Cartagena → El Portús    | Cartagena → El Portús    | Cartagena → El Portús    | Cartagena → El Portús    | Cartagena → El Portús    | Cartagena → El Portús    | Cartagena → El Portús    | Cartagena → El Portús    | Cartagena → El Portús    | Cartagena → El Portús    | Cartagena → El Portús    | Cartagena → El Portús    | El Portús → Cartagena    | El Portús → Cartagena    | El Portús → Cartagena    | El Portús → Cartagena    | El Portús → Cartagena    | El Portús → Cartagena    | El Portús → Cartagena    | El Portús → Cartagena    | El Portús → Cartagena    | El Portús → Cartagena    | El Portús → Cartagena    | El Portús → Cartagena    | El Portús → Cartagena    |
| 09                       | 10                       | 11                       | 12                       | 13                       | 14                       | 15                       | 16                       | 17                       | 18                       | 19                       | 20                       | 21                       | 09                       | 10                       | 11                       | 12                       | 13                       | 14                       | 15                       | 16                       | 17                       | 18                       | 19                       | 20                       | 21                       |
|                          | 30                       | 30                       | 30                       |                          |                          |                          | 30                       | 30                       | 30                       | 30                       |                          |                          |                          |                          | 00                       | 00                       | 00                       |                          |                          |                          | 00                       | 00                       | 00                       | 00                       |                          |
| Cartagena → Cala Cortina | Cartagena → Cala Cortina | Cartagena → Cala Cortina | Cartagena → Cala Cortina | Cartagena → Cala Cortina | Cartagena → Cala Cortina | Cartagena → Cala Cortina | Cartagena → Cala Cortina | Cartagena → Cala Cortina | Cartagena → Cala Cortina | Cartagena → Cala Cortina | Cartagena → Cala Cortina | Cartagena → Cala Cortina | Cala Cortina → Cartagena | Cala Cortina → Cartagena | Cala Cortina → Cartagena | Cala Cortina → Cartagena | Cala Cortina → Cartagena | Cala Cortina → Cartagena | Cala Cortina → Cartagena | Cala Cortina → Cartagena | Cala Cortina → Cartagena | Cala Cortina → Cartagena | Cala Cortina → Cartagena | Cala Cortina → Cartagena | Cala Cortina → Cartagena |
| 09                       | 10                       | 11                       | 12                       | 13                       | 14                       | 15                       | 16                       | 17                       | 18                       | 19                       | 20                       | 21                       | 09                       | 10                       | 11                       | 12                       | 13                       | 14                       | 15                       | 16                       | 17                       | 18                       | 19                       | 20                       | 21                       |
| 00                       | 00                       | 00                       | 00                       | 00                       | 00                       | 30                       | 30                       | 30                       | 30                       | 30                       | 30                       |                          | 30                       | 30                       | 30                       | 30                       | 30                       | 30                       |                          | 00                       | 00                       | 00                       | 00                       | 00                       | 00                       |

## Recorrido y paradas

### Cartagena → El Portús
| Parada                                       | Común con                   |
| -------------------------------------------- | --------------------------- |
| Alfonso XIII - Hospital del Rosell           | 1 4 6 7 14 24 42C 45 47 411 |
| Alfonso XIII - Asamblea Regional             | 1 2 4 5 6 7 14 18 24 41 42A |
| Alfonso XIII - ONCE (Frente)                 | 1 2 4 5 6 7 14 18 24 42A    |
| Alfonso XIII - Bingo (Frente)                | 1 2 4 5 6 7 14 24           |
| Alfonso XIII - Adoratrices                   | 4 5 6 7 14 24               |
| Alameda de San Antón (Par) - Plaza de España | 5 6 7 8 14 30 41            |
| Alameda de San Antón - Reina Victoria        | 5 6 7 8 14                  |
| Alameda de San Antón - Trafalgar             | 5 6 7 8 14                  |
| Sebastián Feringán (Par) - Escudo            | 3 5 6 30                    |
| Sebastián Feringán (Par) - Perpetuo Socorro  | 3 5 6                       |
| Ctra. Tentegorra - C. C. La Rambla (Frente)  | 3 6                         |
| Ctra. Tentegorra - Cuatro Caminos            | 3                           |
| Ctra. Canteras - Hospital Naval (Frente)     | 4                           |
| Monte Concepción - Monte Atalaya             | 4                           |
| Monte Peñas Blancas - Monte San Juan         | 4                           |
| Monte Peñas Blancas - Monte San Leandro      | 4                           |
| Monte Peñas Blancas - La Loma                | 4                           |
| Avda. José Luis Meseguer - Gasolinera        | 4                           |
| Mayor - Bar Popo (Frente)                    | 4                           |
| Mayor - Estanco                              | 4 30                        |
| Mayor - Ferretería                           | 3 4                         |
| Mayor - Centro Juvenil                       | 3 4                         |
| Ctra. Galifa - Ctra. Mazarrón                | 4                           |
| Cuesta de Galifa                             | 4                           |
| Galifa - Estanco                             | 4                           |
| El Portús                                    |                             |

### El Portús → Cartagena
| Parada                                           | Común con                      |
| ------------------------------------------------ | ------------------------------ |
| El Portús                                        |                                |
| Galifa - Venta Ramírez                           | 4                              |
| Galifa - Estanco                                 | 4                              |
| Cuesta de Galifa                                 | 4                              |
| Ctra. Galifa - Ctra. Mazarrón                    | 4                              |
| Mayor - Centro Juvenil (Frente)                  | 3 4                            |
| Mayor - Ferretería (Frente)                      | 3 4                            |
| Mayor - Estanco (Frente)                         | 4 30                           |
| Mayor - Bar Popo                                 | 4                              |
| Avda. José Luis Meseguer - Gasolinera (Frente)   | 4                              |
| Monte Peñas Blancas - La Loma (Frente)           | 4                              |
| Monte Peñas Blancas - Monte San Leandro (Frente) | 4                              |
| Monte Peñas Blancas - Monte San Juan (Frente)    | 4                              |
| Monte Concepción - Monte Atalaya (Frente)        | 4                              |
| Ctra. Canteras - Hospital Naval                  | 4                              |
| Ctra. Tentegorra - Cuatro Caminos                | 3                              |
| Ctra. Tentegorra - C. C. La Rambla               | 3 6                            |
| Sebastián Feringán (Impar) - Perpetuo Socorro    | 3 5 6                          |
| Sebastián Feringán (Impar) - Escudo              | 3 30                           |
| Alameda de San Antón - Escudo                    | 5 6 7 9 14                     |
| Alameda de San Antón - Carlos V                  | 5 6 7 9 14                     |
| Alameda de San Antón - Soldado Rosique           | 5 6 7 9 14                     |
| Alameda de San Antón (Impar) - Plaza de España   | 5 6 7 9 14 30 41               |
| Alfonso XIII - Jiménez de La Espada              | 4 5 6 7 14 24                  |
| Alfonso XIII - Bingo                             | 1 2 4 5 6 7 14 24              |
| Alfonso XIII - ONCE                              | 1 2 4 5 6 7 14 18 24 42A       |
| Alfonso XIII - Asamblea Regional (Frente)        | 1 2 4 5 6 7 14 18 24 30 41 42A |
| Alfonso XIII - Hospital del Rosell (Frente)      | 4 42C 45 47 411                |

### Cartagena → Cala Cortina
| Parada                                              | Común con                      |
| --------------------------------------------------- | ------------------------------ |
| Alameda de San Antón - Escudo                       | 5 6 7 9 14                     |
| Alameda de San Antón - Carlos V                     | 5 6 7 9 14                     |
| Alameda de San Antón - Soldado Rosique              | 5 6 7 9 14                     |
| Alameda de San Antón (Impar) - Plaza de España      | 5 6 7 9 14 30 41               |
| Alfonso XIII - Jiménez de La Espada                 | 4 5 6 7 14 24                  |
| Alfonso XIII - Bingo                                | 1 2 4 5 6 7 14 24              |
| Alfonso XIII - ONCE                                 | 1 2 4 5 6 7 14 18 24 42A       |
| Alfonso XIII - Asamblea Regional (Frente)           | 1 2 4 5 6 7 14 18 24 30 41 42A |
| Plaza de las Puertas de San José - Capitanes Ripoll | 7 8                            |
| Paseo del Muelle - Centro de Salud (Frente)         | 18                             |
| Cala Cortina                                        |                                |

### Cala Cortina → Cartagena
| Parada                                              | Común con                   |
| --------------------------------------------------- | --------------------------- |
| Cala Cortina                                        |                             |
| Paseo del Muelle - Centro de Salud                  | 18                          |
| Plaza de las Puertas de San José - Capitanes Ripoll | 7 8                         |
| Alfonso XIII - Asamblea Regional                    | 1 2 4 5 6 7 14 18 24 41 42A |
| Alfonso XIII - ONCE (Frente)                        | 1 2 4 5 6 7 14 18 24 42A    |
| Alfonso XIII - Bingo (Frente)                       | 1 2 4 5 6 7 14 24           |
| Alfonso XIII - Adoratrices                          | 4 5 6 7 14 24               |
| Alameda de San Antón (Par) - Plaza de España        | 5 6 7 8 14 30 41            |
| Alameda de San Antón - Reina Victoria               | 5 6 7 8 14                  |
| Alameda de San Antón - Trafalgar                    | 5 6 7 8 14                  |
| Alameda de San Antón - Escudo                       | 5 6 7 9 14                  |